# Andrena latinensis
Andrena latinensis är en biart som beskrevs av Donovan 1977. Andrena latinensis ingår i släktet sandbin, och familjen grävbin. Inga underarter finns listade i Catalogue of Life.